# Майя Лоуренс
Майя Лоуренс  (англ. Maya Lawrence, 17 липня 1980) — американська фехтувальниця, олімпійська медалістка.

## Виступи на Олімпіадах
| Олімпіада   | Дисципліна      | Місце |
| ----------- | --------------- | ----- |
| Лондон 2012 | шпага, особисті | 9T    |
| Лондон 2012 | шпага, командні | 3     |